# Энигэреску, Октав
Октав Энигэре́ску (рум. Octav Enigărescu; 13 июля 1924, Бухарест, Румыния — 1993) — румынский оперный певец (баритон) и педагог.

## Биография
В 1949 году окончил Бухарестскую консерваторию у Аврелиуса Костеску-Дуки (вокал). С 1945 года выступал в разных театрах Бухареста, с 1949 года пел в театре Румынской оперы в Клуже. С 1955 года — солист Румынского театра оперы и балета; в 1969—1971 годах директор театра. С 1978 года — солист и режиссёр Оперного театра в городе Нови-Сад. В 1953—1955 годах — профессор Клужской консерватории, в 1958—1968 — Бухарестской консерваторий, с 1978 года — Академии искусств в города Нови-Сад. Помимо ярко окрашенного тембра голоса, обладал актёрским мастерством, позволявшем ему исполнять разнохарактерные партии. Выступал как концертирующий певец, участвовал в исполнении вокально-симфонических произведений. Лауреат ряда международных конкурсов. Гастролировал во многих странах; неоднократно выступал в СССР (с 1953 года). Снимался в кино.

## Партии
- «Риголетто» Дж. Верди — Риголетто
- «Отелло» Верди — Яго
- «Травиата» Верди — Жермон
- «Аида» Верди — Амонасро
- «Фальстаф» Верди — Фальстаф
- «Джанни Скикки» Дж. Пуччини — Джанни Скикки
- «Севильский цирюльник» Дж. Россини — Фигаро
- «Нюрнбергские мейстерзингеры» Р. Вагнера — Бекмессер
- «Эдип» Дж. Энеску — Тесей
- «Евгений Онегин» П. И. Чайковского — Евгений Онегин
- «Князь Игорь» А. П. Бородина — Князь Игорь
- «Молодая гвардия» Ю. С. Мейтуса — Олег Кошевой

## Награды
- 1954 — Государственная премия СРР («Молодая гвардия»)
- 1962 — Заслуженный артист СРР
- 1971 — орден «За заслуги перед культурой» 1 степени[1]